# 齊姆良斯克區

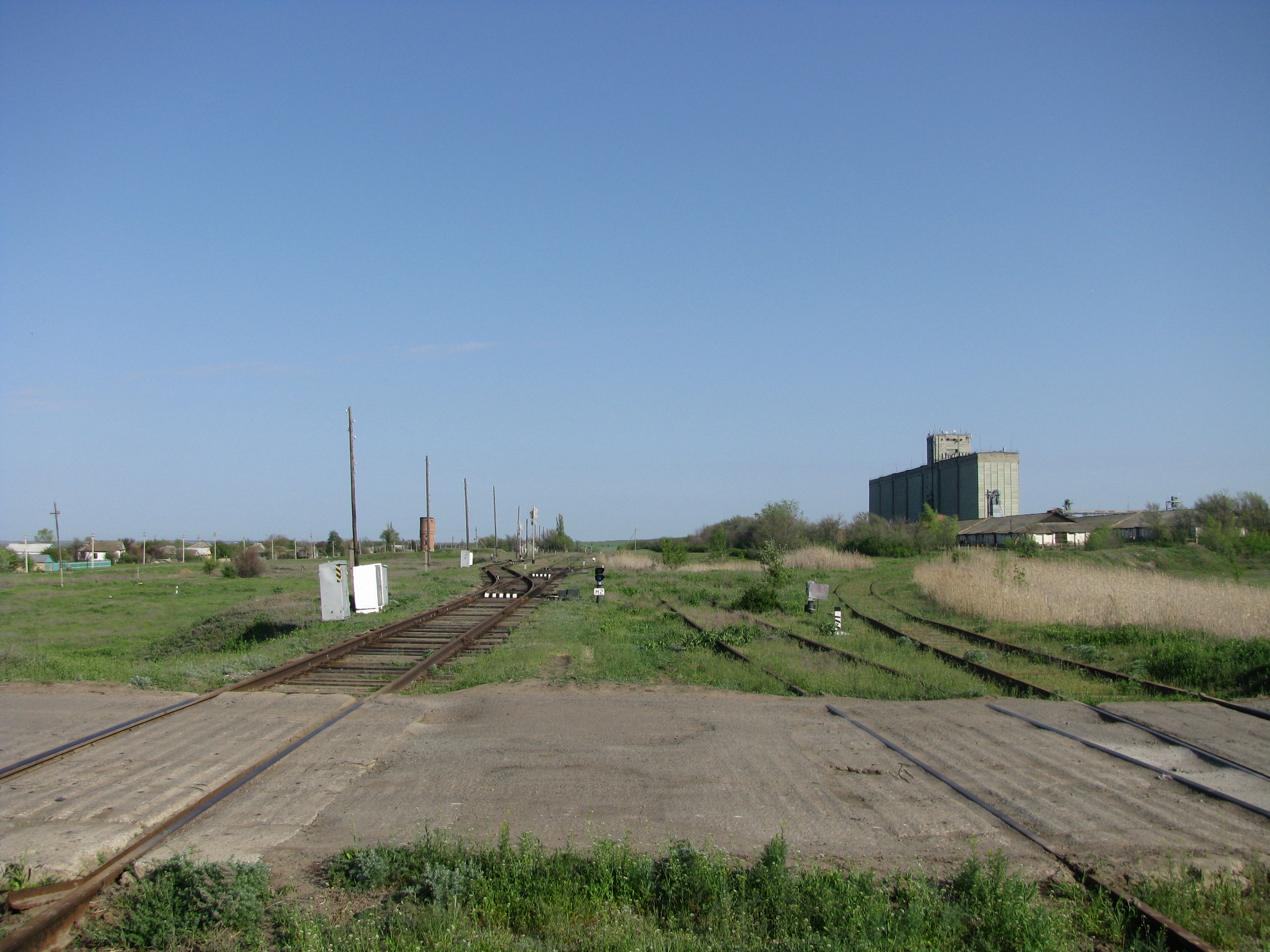

47°39′N 42°06′E / 47.650°N 42.100°E
齊姆良斯克區（俄语：Цимлянский район），是俄羅斯的一個區，位於該國西南部，由羅斯托夫州負責管轄，面積2,529平方公里，2010年人口34,222，人口密度每平方公里13.53人。